# Akwarium tarliskowe

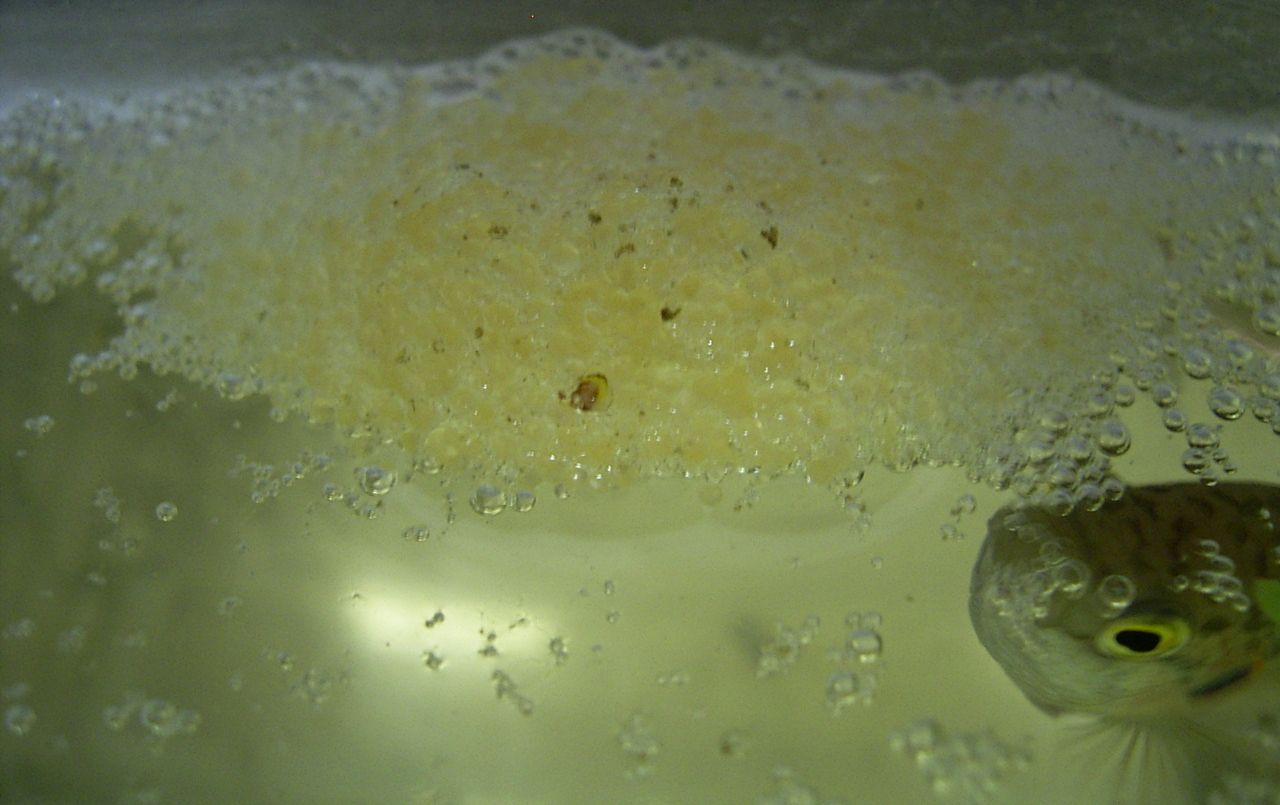
Wielkopłetwy budują gniazda z pęcherzyków powietrza przy powierzchni wody.

Akwarium tarliskowe zwane też hodowlanym lub lęgowym - to osobny zbiornik używany w akwarystyce, najczęściej wykonany ze szkła, o wymiarach: około 25 cm wysokości, 40 cm szerokości i od 40 do 80 cm długości. 
Do zbiornika lęgowego wpuszcza się ryby złowione z akwarium ogólnego,  przystępujące aktualnie do tarła. W zbiorniku rozwija się zapłodniona ikra i wychowuje narybek. Na ogół akwarium nie wymaga oświetlenia, ponieważ ikra wielu gatunków ryb akwariowych jest wrażliwa na światło. Musi być jednak wyposażony w grzałkę. Najlepiej bez podłoża, aby łatwiej było czyścić dno. Rośliny umieszcza się tylko wówczas jeżeli zachodzi taka potrzeba, może to być kępka np. mchu jawajskiego. Parametry wody powinny być jak najbardziej zbliżone do tych, jakie rybom danego gatunku są potrzebne podczas tarła. Wodę filtruje się najczęściej filtrem gąbkowym, aby nie zagrażał narybkowi. W akwarium tarliskowym stosuje się też tzw. ruszty ikrowe, które pozwalają uchronić ikrę przed zjedzeniem przez rodziców. 
Oddzielny zbiornik zapewnia rybom odpowiednie warunki do rozmnażania. Powinien stać w miejscu spokojniejszym niż akwarium ogólne, ponieważ przestraszone ryby z reguły nie przystępują do tarła. Niektóre gatunki bez problemów rozmnażają się w zbiorniku głównym, jednak bardziej wymagające  powinny być trzymane w akwarium tarliskowym. Gdy nie możemy pozwolić sobie na oddzielne akwarium lęgowe, w przypadku ryb żyworodnych można użyć specjalnych kotników, czyli pojemników umieszczanych w akwariach.